# Renata Cordeiro
Renata Cordeiro (Rio de Janeiro, 19 de fevereiro de 1970) é uma jornalista esportiva brasileira.

## Carreira
Começou sua vida profissional já como apresentadora no SBT em Campinas, no interior de São Paulo, em 1990 e desde então está na frente do vídeo.
Em 1996, de volta ao Rio de Janeiro, fez a cobertura das Olimpíadas de Atlanta pelo SporTV, e foi convidada para formar a bancada com o jornalista Armando Nogueira no programa Esporte Real no mesmo canal. Lá apresentou ainda o 360 Graus onde também produzia, fazia reportagens, texto, edição e finalização; o SporTV News, jornal diário de uma hora com notícias de todos os esportes e o Troca de Passe com entradas ao vivo de todos os vestiários da rodada do Brasileirão série A, entre outros.
O desafio da TV aberta veio com o convite de Jorge Kajuru para participar do programa Show de Bola da TV Bandeirantes, um dominical que repercutia o fim de semana esportivo. Na mesma emissora assumiu a apresentação dos jornais Esporte Total da hora do almoço e à noite, e apresentou, ao lado do jornalista Carlos Nascimento e outros, o Mulheres de Atenas com a cobertura completa das Olimpíadas de 2004.
No ano de 2005, se transferiu para a TV Record. na qual começou a entrar ao vivo no programa Balanço Geral RJ, de Wagner Montes, para trazer notícias sobre os quatro grandes times do RJ. Além disso, participou do Terceiro Tempo e comandou uma edição local do Esporte Record, ao lado de Maurício Torres. Com o fim das transmissões de Futebol, ela passou a ser repórter do Hoje em Dia. Renata saiu da Record em 2011, e foi contratada pelo Fox Sports em 2012 para ser apresentadora dos noticiários da emissora. Ela saiu do canal em 2018. Em 2022, ela é contratada pelo SBT para comandar o programa sobre turismo De Malas Prontas, que estreará no dia 14 no SBT News, portal de notícias do jornalismo da casa.